# Robert Russell Bennett
Robert Russell Bennett (15 de junho de 1894 — 18 de agosto de 1981) é um compositor estadunidense. Venceu o Oscar de melhor trilha sonora na edição de 1956 por Oklahoma!, ao lado de Jay Blackton e Adolph Deutsch.